# Hengshan (Hsinchu)
Hengshan (chinesisch 橫山鄉, Pinyin Héngshān xiāng, Hakka: Vàng-sân-hiông / Vang sanˋ hiongˋ) ist eine Landgemeinde des Landkreises Hsinchu in der Republik China (Taiwan).

## Lage und Beschreibung

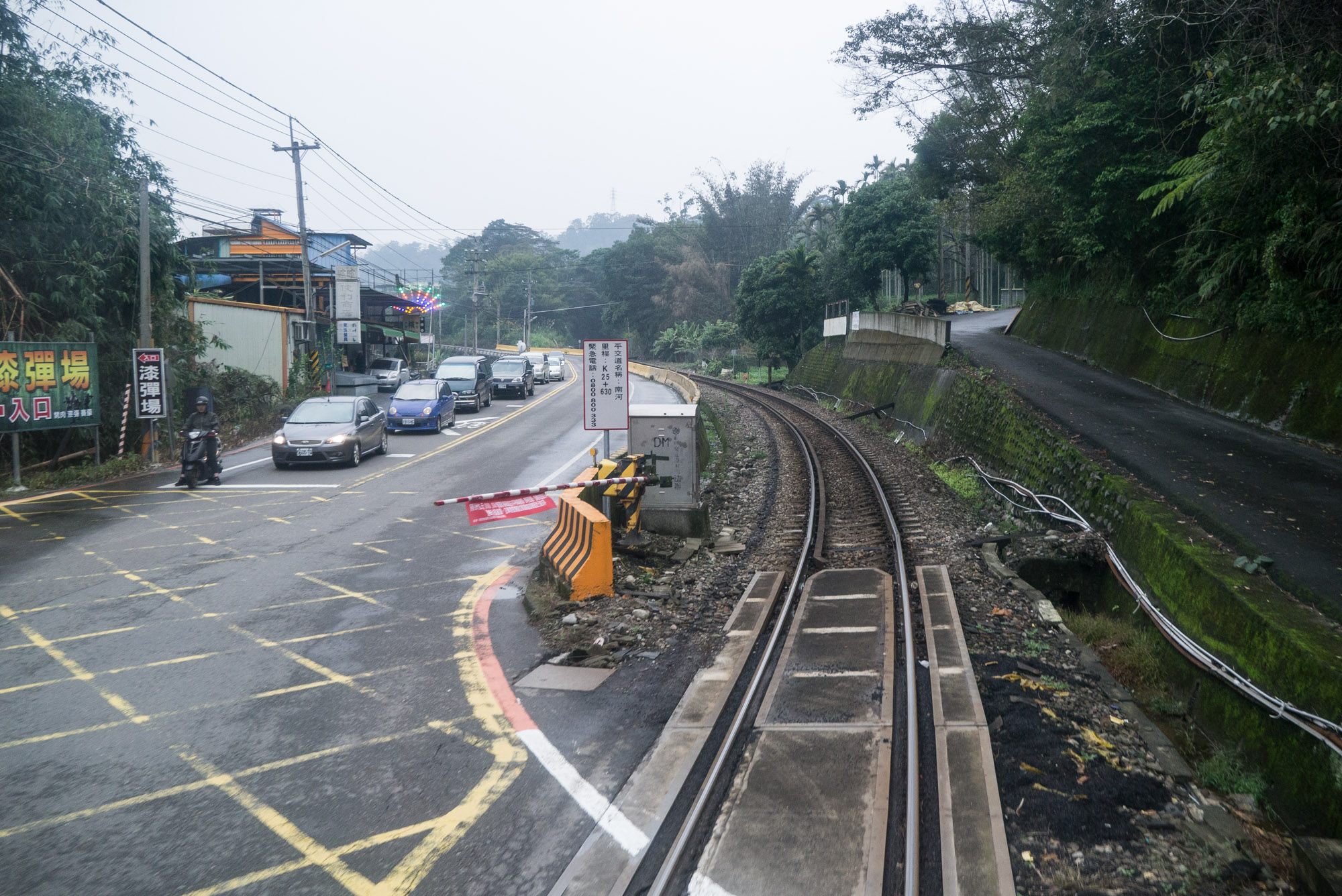
Bahnübergang über die Neiwan-Linie

Hengshan liegt im Zentrum des Landkreises Hsinchu. Seine Nachbargemeinden sind Qionglin und Guanxi im Norden, Jianshi im Osten, Wufeng im Süden sowie Zhudong im Südwesten und Westen.
Die Gemeinde wird durch den von Ost nach West verlaufenden Fluss Youluo (油羅溪) durchquert. Ein weiterer Fluss, der Shangping (上坪溪), bildet Hengshans südöstliche Grenze, er und der Youluo vereinigen sich bei Zhudong zum Touqian (頭前溪). Das Land entlang der Flüsse ist eben, der Rest des Gebiets wird von Hügeln und Bergen bis zu über 500 m Höhe eingenommen. Das Klima ist subtropisch mit einer Jahresdurchschnittstemperatur von 22,2 °C und vom Monsun beeinflusst.
Hengshans Einwohner gehören mehrheitlich der Volksgruppe der Hakka an. Die Gemeinde verzeichnet seit langem einen kontinuierlichen Bevölkerungsrückgang. Die Einwohnerzahl sank zwischen 1981 und 2024 von etwa 19.000 auf circa 12.000.
Die Chinesische Universität für Naturwissenschaft und Technik (CUST, 中華科技大學 Zhonghua Keji Daxue) hat in Hengshan einen Teilcampus.

## Geschichte

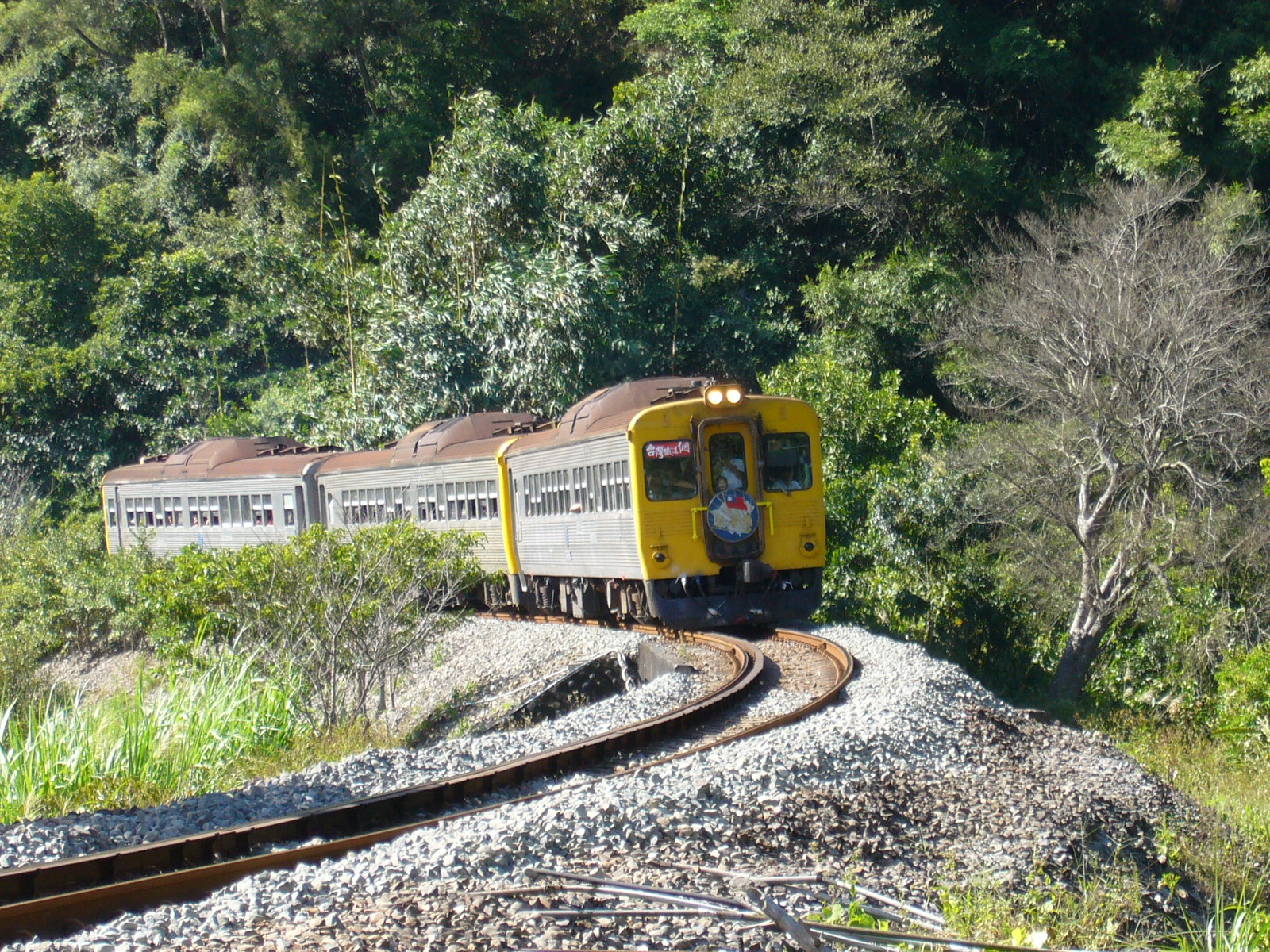
Zug auf der Neiwan-Linie

Hengshans Ortsname „Waagerechter Berg“ rührt vom Erscheinungsbild seiner aus der Ferne betrachteten Berge her. Ursprünglich war das Gebiet von taiwanischen Ureinwohnern bewohnt. Ab der zweiten Hälfte des 18. Jahrhunderts wanderten chinesische Siedler ein, machten das Land im Flachland entlang der Flüsse Youluo und Shangping urbar und betrieben Landwirtschaft.
Während der japanischen Herrschaft über Taiwan wurde im Jahr 1920 die Landgemeinde Hengshan geschaffen. In dieser Zeit erlebte der Ort durch Kohlebergbau und Holzwirtschaft einen ökonomischen Aufschwung, der sich nach dem Zweiten Weltkrieg durch den Eisenbahnbau zwecks Abtransport von Kohle und Holz fortsetzte. Nach der Übernahme Taiwans durch die Republik China wurde der Ort in den Landkreis Hsinchu eingegliedert.

## Verkehr und Wirtschaft

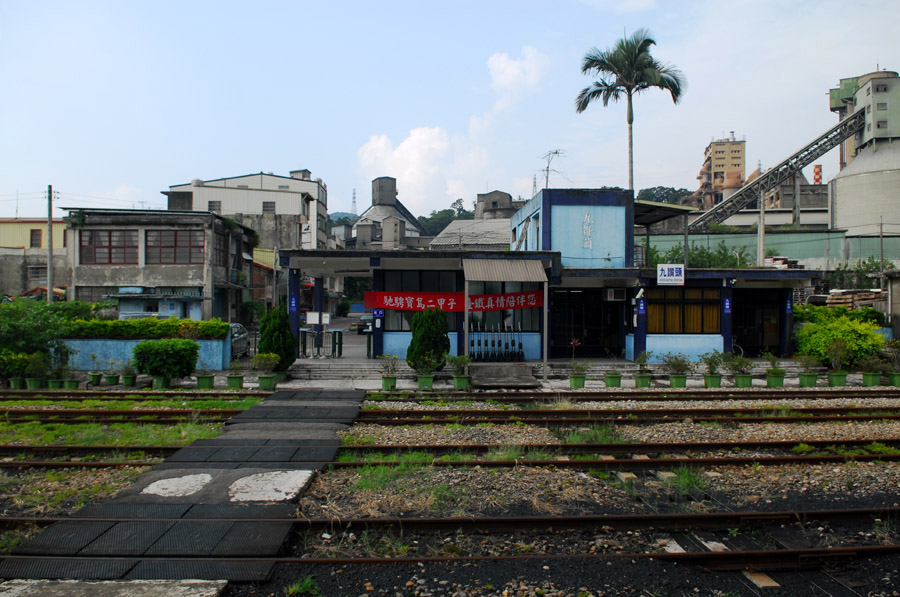
Der Bahnhof Jiuzantou

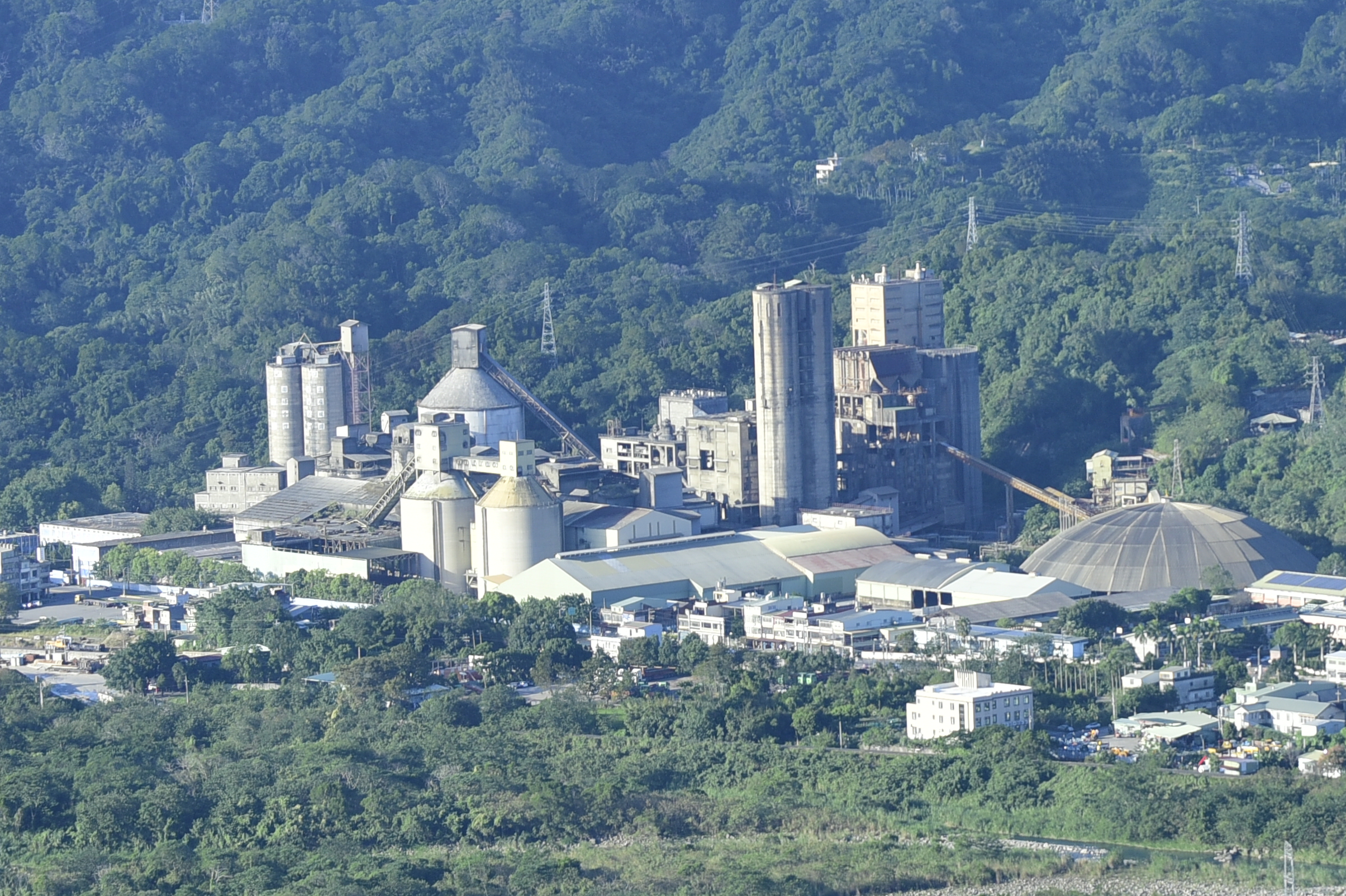
Zementwerk der Asia Cement Corporation

Die aus der Stadt Hsinchu kommende Neiwan-Linie (內灣線 Neiwan xian) der Taiwanischen Eisenbahn durchquert Hengshan von West nach Ost, mit Bahnhöfen in den Orten Hengshan, Jiuzantou, Hexing, Fugui und Neiwan. Die Linie ist von großer Bedeutung für den Tourismus.
Die wichtigsten Straßen sind die Provinzstraße 3, die Hengshan im Norden durchquert, und die Kreisstraße 120, die entlang dem Youluo verläuft und die Gemeinde mit den dicht besiedelten Gebieten im Westen verbindet. Der Öffentliche Nahverkehr besteht aus Buslinien.
Hengshan ist landwirtschaftlich geprägt, die wichtigsten lokalen Erzeugnisse sind Birnen, Zitrusfrüchte, Gemüse und Tee. Daneben gewinnt der Tourismus zunehmend an Bedeutung. Im industriellen Bereich bildet das Hsinchu-Zementwerk der Asia Cement Corporation (亞州水泥) die größte Fabrikanlage.

## Kultur und Sehenswürdigkeiten

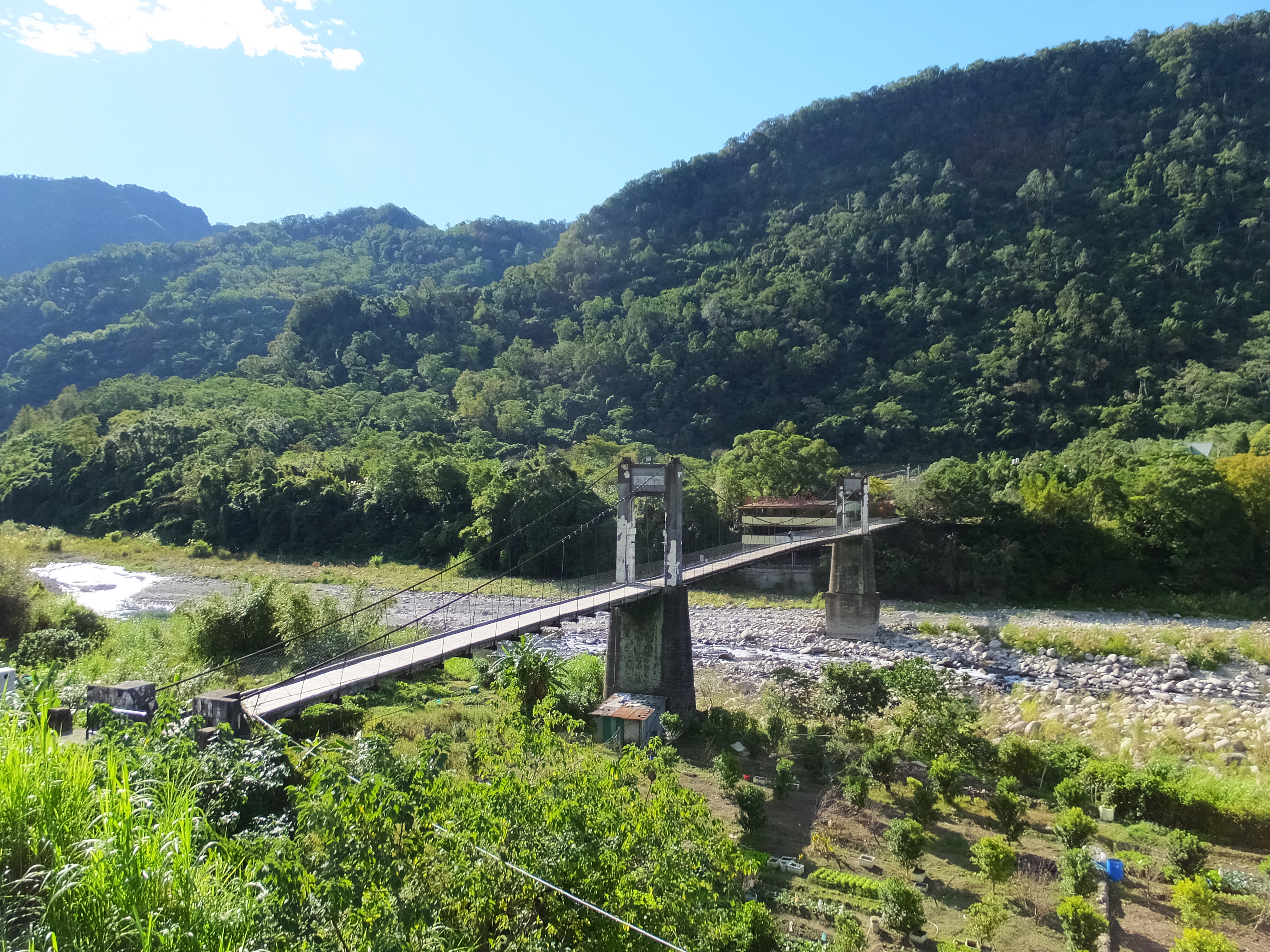
Die Hängebrücke in Neiwan

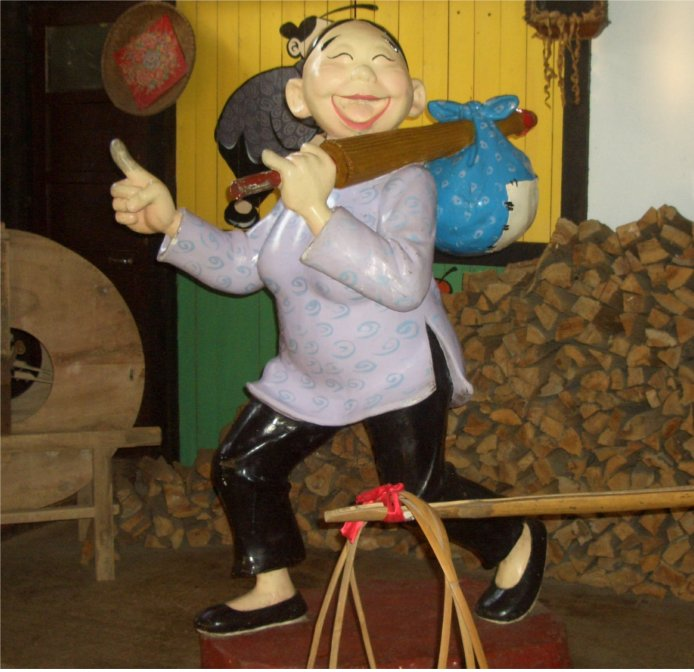
Figur des Zeichners Liu Hsing-chin

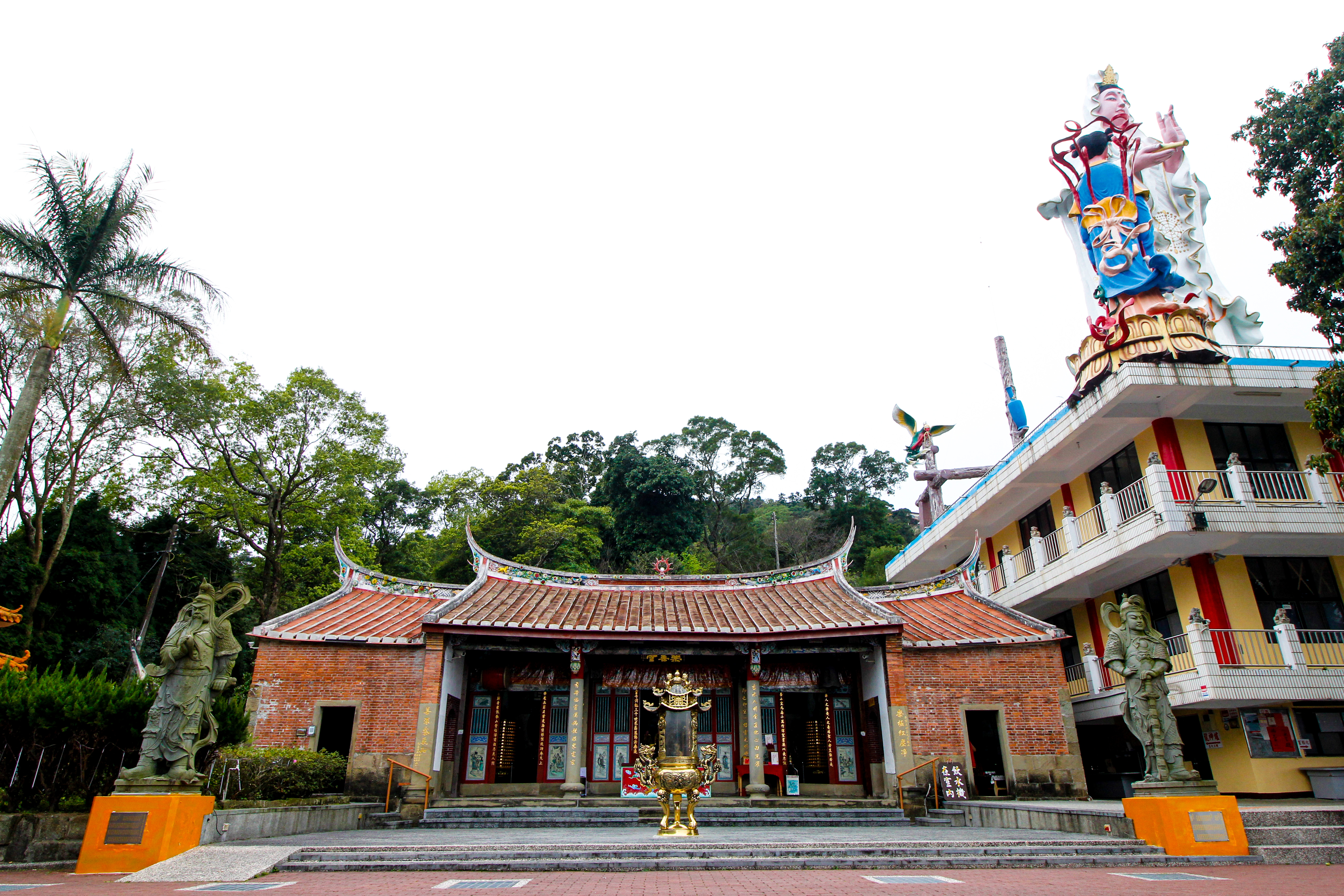
Der Leshan Tang

Hengshan ist dank seiner Naturschönheiten und guten Eisenbahnanbindung ein beliebtes touristisches Ziel, das durch einige Wanderwege erschlossen ist, besonders im Gebiet des Dorfes Neiwan. Eine bekannte Attraktion ist hier die Hängebrücke über den Youluo-Fluss, in deren Nähe sich ein Tempel des Erdgotts, der Fude Gong (福德宮) befindet.
Ein weiteres religiöses Zentrum Neiwans ist der Tempel Guangji Gong (廣濟宮), ein Ableger des Yiminmiao (義民廟) im nördlich gelegenen Xinpu. Neben Vorfahren, die in der Vergangenheit bei der Verteidigung der Heimat ums Leben kamen, werden die Sanguan Dadi und weitere Gottheiten verehrt.
In Neiwan befindet sich das Liu-Hsing-chin-Comic-und-Erfindungsmuseum (劉興欽漫畫暨發明展覽館 Liu Xingqin manhua ji faming zhanlanguan), ein Museum für das Werk des Comic-Zeichners und Erfinders Liu Hsing-chin (劉興欽), der in Hengshan geboren wurde.
Der bedeutendste buddhistische Tempel Hengshans ist der Leshan Tang (樂善堂) im Dorf Fengxiang (豐鄉), wo insbesondere Sakyamuni, Wenshu Pusa und Puxian Pusa verehrt werden.